# Grecia en los Juegos Olímpicos de Atenas 2004
Grecia estuvo representada en los Juegos Olímpicos de Atenas 2004 por un total de 426 deportistas que compitieron en 33 deportes.  
El portador de la bandera en la ceremonia de apertura fue el halterófilo Pyrros Dimas.

## Medallistas
El equipo olímpico griego obtuvo las siguientes medallas:
| Nombre                                  | Deporte            | Competición                  |
| --------------------------------------- | ------------------ | ---------------------------- |
| Oro                                     |                    |                              |
| Faní Jalkiá                             | Atletismo          | 400 m vallas F               |
| Athanasía Tsumeleka                     | Atletismo          | 20 km marcha F               |
| Dimosthenis Tampakos                    | Gimnasia artística | Anillas M                    |
| Ilías Iliadis                           | Judo               | –81 kg M                     |
| Thomás Bimis Nikólaos Siranidis         | Saltos             | Trampolín 3 m sincronizado M |
| Sofía Bekatoru Emilía Tsulfá            | Vela               | 470 F                        |
| Plata                                   |                    |                              |
| Jrisopiyí Devetzí                       | Atletismo          | Triple salto F               |
| Anastasía Kelesidu                      | Atletismo          | Disco F                      |
| Aléxandros Nikolaídis                   | Taekwondo          | +80 kg M                     |
| Elisávet Mystakidu                      | Taekwondo          | –67 kg F                     |
| Nikólaos Kaklamanakis                   | Vela               | Mistral M                    |
| Equipo                                  | Waterpolo          | Torneo F                     |
| Bronce                                  |                    |                              |
| Mirela Maniani                          | Atletismo          | Jabalina F                   |
| Pyrros Dimas                            | Halterofilia       | 85 kg M                      |
| Artiom Kiureguián                       | Lucha grecorromana | 55 kg M                      |
| Vasileios Polymeros Nikólaos Skiathitis | Remo               | Doble scull ligero (LM2x) M  |